# Palác Orbis
Palác Orbis je administrativní budova někdejšího stejnojmenného nakladatelství stojící na Vinohradské třídě č. 1896/46, Vinohrady, Praha 2.

## Budova

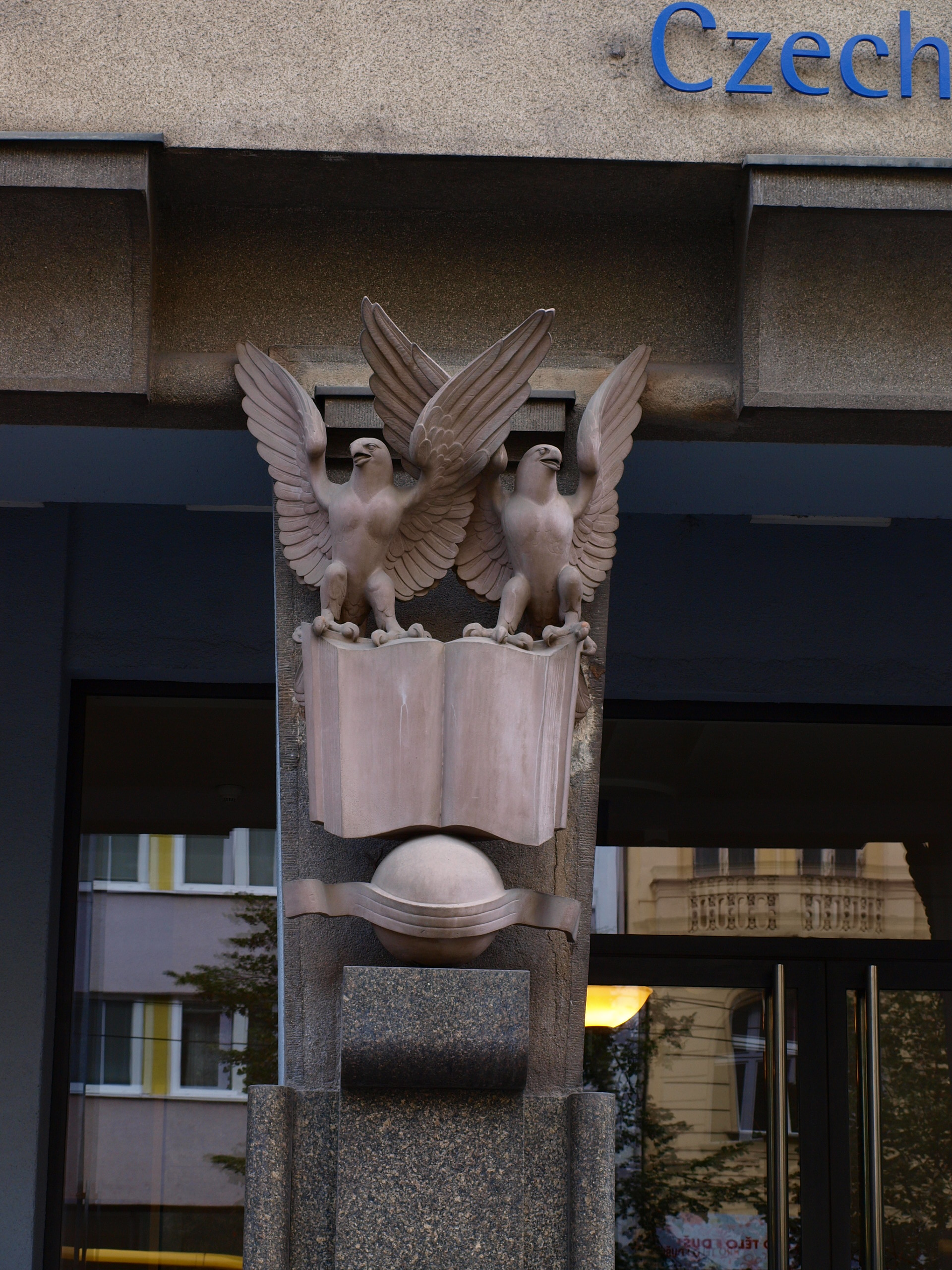
Detail plastiky orlů s knihou u vstupu do paláce

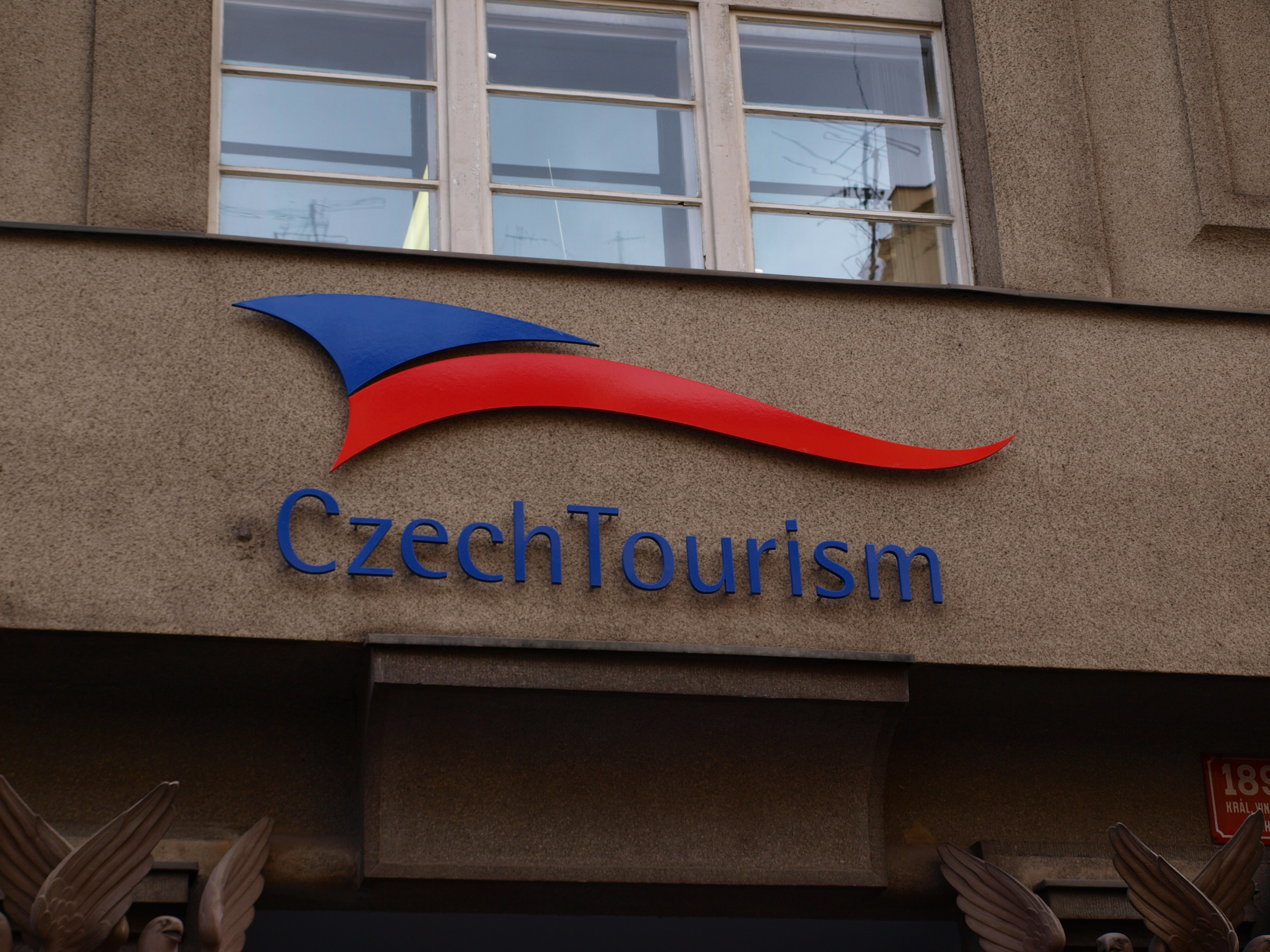
Štít CzechTourismu na průčelí paláce

Zadavatelem stavby bylo nakladatelství Orbis zaměřené na odbornou literaturu.
Pětipatrová budova vznikla v roce 1925 na návrh architekta Alois Dryák ve stylu dekorativismu, rondokubismu, obloučkového slohu, a tzv. stylu Legiobanky, průčelí domu je zakončeno výrazným trojúhelníkovým štítem ve stylu geometrické moderny.
Ve dvoře paláce v minulosti sídlila tiskárna. Dnes zde najdeme státní agenturu Czech Tourism, asociace cestovních kanceláří i průvodců.
Palác Orbis společně s nedalekým Radiopalácem a budovou Tabákové režie představují triptych vinohradských děl Aloise Dryáka.
Při vstupu jsou plastiky orlů s knihou (viz foto).
Objekt je uveden jako Chráněná památka, Rejstříkové číslo 40230/1-1319, ochrana od 1.1.1964.